# Michael Ruppert
Michael C. Ruppert (3. února 1951 Washington, D.C. – 13. dubna 2014 Calistoga, Kalifornie) byl americký spisovatel, bývalý policejní důstojník z Los Angeles, investigativní novinář, politický aktivista a obhájce teorie ropného zlomu. Několikrát coby jako policejní důstojník obvinil CIA z obchodu s drogami.

## Život a kariéra
Jako spisovatel se věnoval hlavně tématům ropného zlomu, útokům z 11. září. Veřejně kritizoval americkou zahraniční i měnovou politiku ovládanou skrz soukromou americkou bankou - FED. Zajímal se také o drogovou problematiku s kterou přišel do styku během své policejní praxe. V srpnu 2004 uvedl svou knihu o ropném zlomu pod názvem Crossing The Rubicon: The Decline of the American Empire at the End of the Age of Oil. V této knize obvinil Dicka Cheneyho a americkou vládu, která spolu s Wall - streetem profitovala na událostech z 11. září 2001.
Byl pro své názory kritizován, několikrát v dokumentu Kolaps poukázal na to, že je mu vyhrožováno, bral antidepresiva. Jeho názory byly pozitivně přijímány mezi konspiračními teoretiky, byl proto hostem rozhlasových stanic, které popírali 11. září, zabývaly se problematikou tzv. Chemtrails, byl osloven při tvorbě nejen dokumentu Kolaps ale také se účastnil natáčení dokumentu Zeitgeist: Moving forward kde odsuzuje vliv médii, a konzumní společnost.
Ve své další knize From the Wilderness se zabýval i otázkou snahy USA o vytvoření státního převratu ve Venezuele, který měl vést ke svržení tehdejšího vůdce Huga Cháveze, který se dostal zpět k moci za podpory vlastních obyvatel.

## Smrt
Michael Ruppert byl 13. dubna 2014 nalezen mrtev, krátce po dokončení vysílání svého pořadu na internetu. Jeho smrt nesla znaky sebevraždy, i když se našlo plno jeho příznivců, kteří obviňovali vládu a tajné služby. Konspirační teoretici tvrdí, že jejich vláda se snaží nejdříve umlčet nepohodlné lidi a pak hledá způsob jak je odstranit nepohodlnou osobu z veřejného života.